# Miss Harris
Pour les articles homonymes, voir Glossop (homonymie) et Harris.
Maria Elizabeth Glossop dite Miss Harris, née le 13 janvier 1851 à Londres et morte à Twickenham le 31 mars 1904, est une actrice britannique.

## Biographie
Fille de Augustus Glossop Harris (en), directeur de théâtre et frère de l'acteur Augustus Harris, elle tient son premier rôle dès 1860 dans la pièce First Night (Le Père de la débutante) d'Alfred Wigan (en) jouée jusqu'en 1872. Elle apparait dans de nombreuses pièces et est remarquée dans le rôle de Princess Amelia of Heldenhausen dans Count Cards en 1872. En 1861 The Sunday Times à propos de son rôle dans Whittington and his cat écrit : « Miss Maria Harris, as Dick Whittington, achieved quite a triumph by her vivacity, humour, and archness ».
Restée célibataire, elle meurt à 59 ans le 31 mars 1904 à Twickenham,.
Jules Verne la mentionne dans le chapitre XLIII de son roman Voyage en Angleterre et en Écosse.